# Busgaden
Busgaden er en unavngiven gade der går igennem midtbyen i Aarhus. Gaden er kun beregnet til bybusser og taxier. Busgadeforløbet løber fra Rådhuspladsen til Klosterport, hvilket inkluderer Hans Hartvig Seedorffs Stræde, selve busgaden (indviet 6. november 1971) og Emil Vetts Passage. På vejen inden krydser den Åboulevarden, som busgaden tidligere endte ud i, inden området blev gågade, og busgaden blev ført igennem en tunnel i 2004. Busgaden ændrer navn flere gange i forløbet gennem byen, men betegnes bare som Busgaden.
Lyskrydset Busgaden/Hans Hartvig Seedorffs Stræde, som ligger som det eneste kryds midt i busgadeforløbet, er udstyret med en detektor i vejen, der kan genkende busser, og på den måde holder den automatisk krydset åbent, hvis der er flere busser på vej.
Busstoppet Busgaden i centrum ligger mellem Strøget og gågaden Frederiksgade og er en tunnel, idet Busgaden forløber under flere bygninger. Selve Busgaden fungerer som et knudepunkt for busser i centrum af Aarhus. Her er ud over busstoppesteder også et par forretninger. Flere butikker har vinduer ind mod Busgaden, men har indgang fra Telefontorvet.
Hyrevogne fik først adgang til Busgaden i 1990'erne. I begyndelsen i en forsøgsperiode og kun i tidsrummet 23.00 til 05.00 - senere hele døgnet, stadig som forsøg. Enkelte af Aarhus Sporvejes chauffører, primært med nær tilknytning til fagbevægelsen, udleverede engangskameraer til deres kollegaer og søgte at dokumentere trafik-farlige hændelser på grund af taxaerne, idet man nu "skulle dele Busgaden med byens værste bøller på fire hjul" - enkelte hyrevogne blev fotograferet, mens de overhalede en bus, der samlede kunder op ved et af stoppestederne (hele Busgaden er opmærket med dobbeltoptrukne linjer).[kilde mangler] Der skete dog ikke færdselsuheld, hverken i starten eller siden. Ordningen er i dag permanent.